# Middleton Township (Missouri)
Middleton Township est un ancien township, situé dans le comté de Lafayette, dans le Missouri, aux États-Unis,.
Le township est fondé en 1848 et baptisé en référence à la ville de Waverly, située dans le township et initialement baptisée Middleton.

### Source de la traduction
- (en) Cet article est partiellement ou en totalité issu de l’article de Wikipédia en anglais intitulé « Middleton Township, Lafayette County, Missouri » (voir la liste des auteurs).